# Бакулин, Евгений Николаевич
Евгений Николаевич Бакулин — председатель правления НАК «Нафтогаз Украины» 1 марта — 24 декабря 2007, член правления НАК «Нафтогаз Украины» (декабрь 2006 — март 2008).

## Биография
Образование высшее. Окончил в Славянске авиационно-техническое училище в 1976 году. Выпускник Славянского международного института управления бизнеса и права (1993) и Восточноукраинского национального университета им. В. Даля по специальности «Химическая технология топлива и углеродных материалов» (2004.
26 октября 2014 года был избран народным депутатом Украины 8-го созыва от партии "Оппозиционный блок" по избирательном округу №106 (Луганская область). Председатель подкомитета по вопросам отдыха и оздоровления детей Комитета Верховной Рады Украины по вопросам семьи, молодежной политики, спорта и туризма.

## Карьера
- 1974—1976 — курсант Славянского авиационно-технического училища ;
- 1978—1984 — на различных должностях на нефтеперерабатывающих заводах ;
- В 1984—2003 гг Е.Бакулин работал на Лисичанском нефтеперерабатывающем заводе (ОАО «Лисичанскнефтеоргсинтез», он же — «ЛиНОС»): прошел производственный путь от старшего оператора технологической установки по переработке нефти до гендиректора предприятия .
- июль 2001 — генеральный директор ОАО «Лисичанскнефтеоргсинтез».
- июнь 2003 -март 2005 — генеральный директор , ГК «Укргаздобыча». Попал под «кадровую чистку» в результате прихода на пост председателя правления НАК «Нафтогаз Украины» Алексея Ивченко .
- август-сентябрь 2006 — и . о. председателя правления ОАО «Укртранснафта».
- С сентября 2006 — 28 февраля 2007 — Вернулся на должность генерального директора ГК " Укргаздобыча " после формирования правительства Виктора Януковича и назначение Юрия Бойко министром топлива и энергетики.
- 1 марта — 24 декабря 2007 — Председатель правления НАК «Нафтогаз Украины»

## Арест
21.03.2014 был арестован. Нанесенный им ущерб государству оценивается в сумму около 4 млрд долларов. 